# Leclercera spinata
Leclercera spinata là một loài nhện trong họ Ochyroceratidae. Loài này phân bố ở Celebes.